# Сент Пол (Индијана)
Сент Пол (енгл. St. Paul) град је у америчкој савезној држави Индијана.

## Демографија
По попису из 2010. године број становника је 1.031, што је 9 (0,9%) становника више него 2000. године.
| Група             | 2000.       | 2010.         |
| Белци             | 993 (97,2%) | 1.004 (97,4%) |
| Афроамериканци    | 1 (0,1%)    | 3 (0,3%)      |
| Азијати           | 2 (0,2%)    | 0 (0,0%)      |
| Хиспаноамериканци | 8 (0,8%)    | 15 (1,5%)     |
| Укупно            | 1.022       | 1.031         |